# Одеса (Тексас)
Вижте пояснителната страница за други значения на Одеса.
Одеса (на английски: Odessa) е град в южната част на Съединените американски щати, административен център на окръг Ектър в щата Тексас. Населението му е 116 861 души (по приблизителна оценка от 2017 г.).
Разположен е на 884 m надморска височина в югоизточния край на платото Ляно Естакадо, на 380 km източно от Ел Пасо и на 220 km северно от границата с Мексико. Селището е основано през 1881 година като спирка на Тексаската и тихоокеанска железница и се разраства бързо от края на 20-те години на XX век, когато в района започва да се добива нефт. Днес 51% от жителите на града са с латиноамерикански произход.